# バルパライソ州

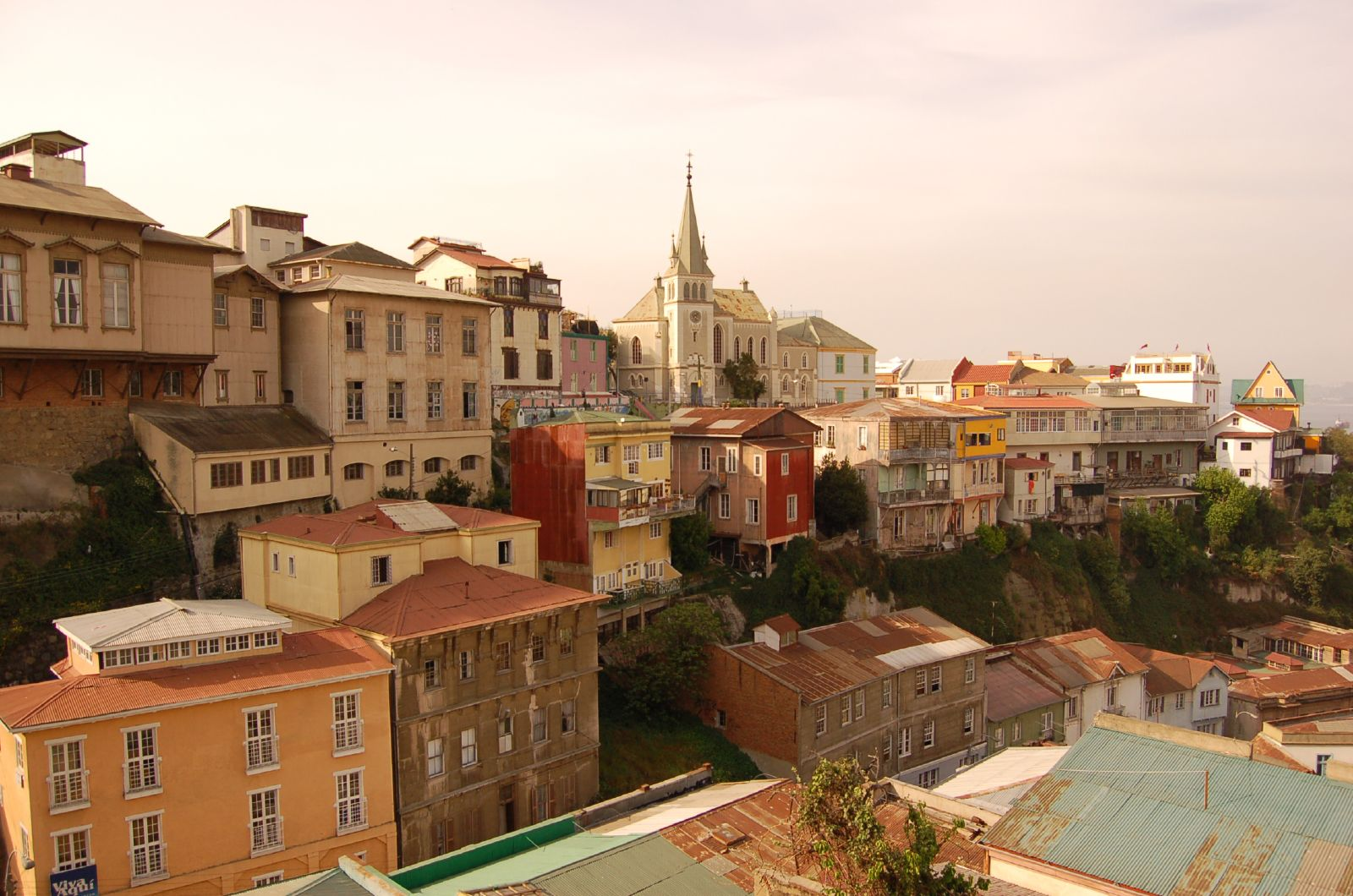
バルパライソの丘

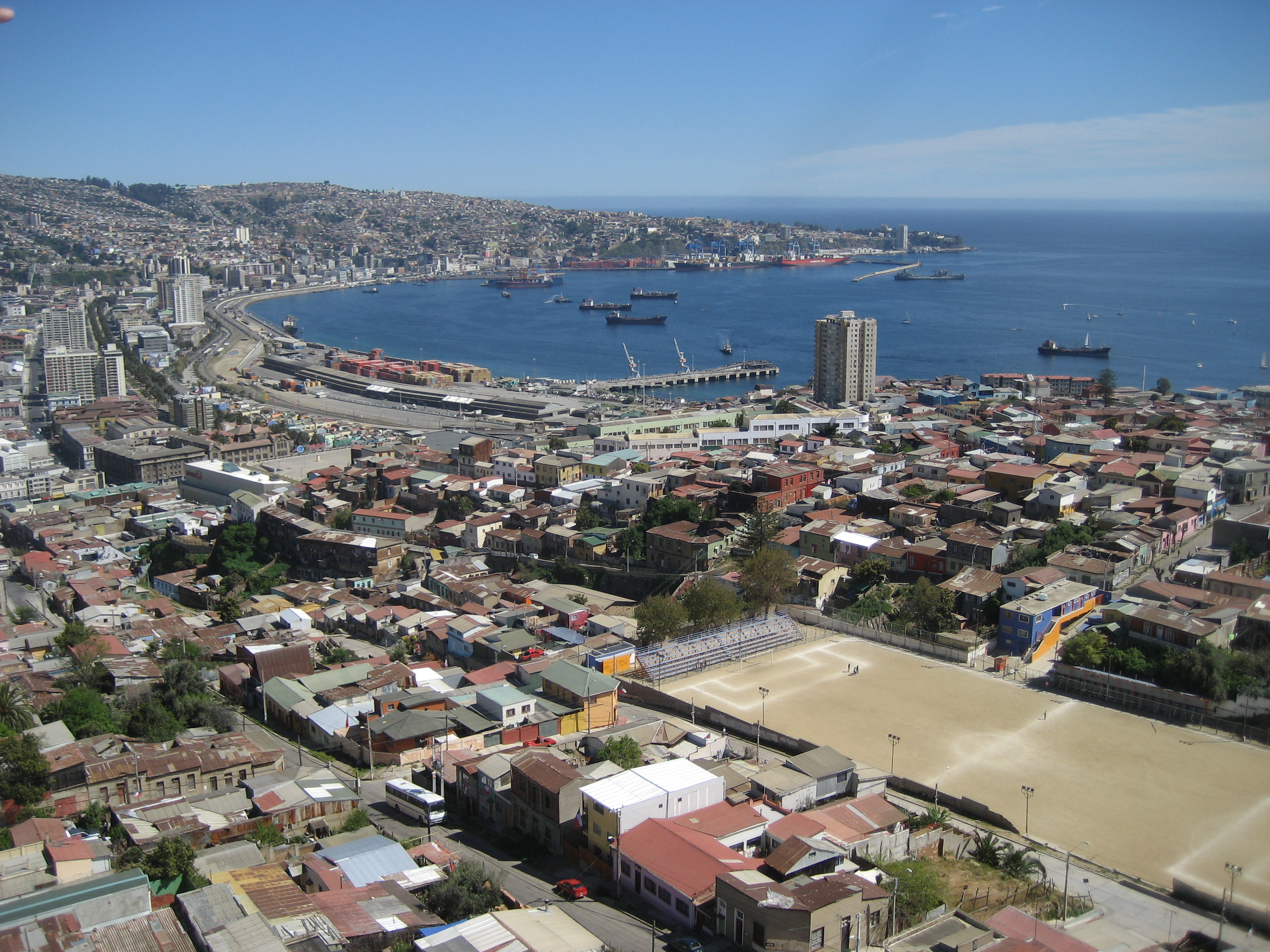
バルパライソ

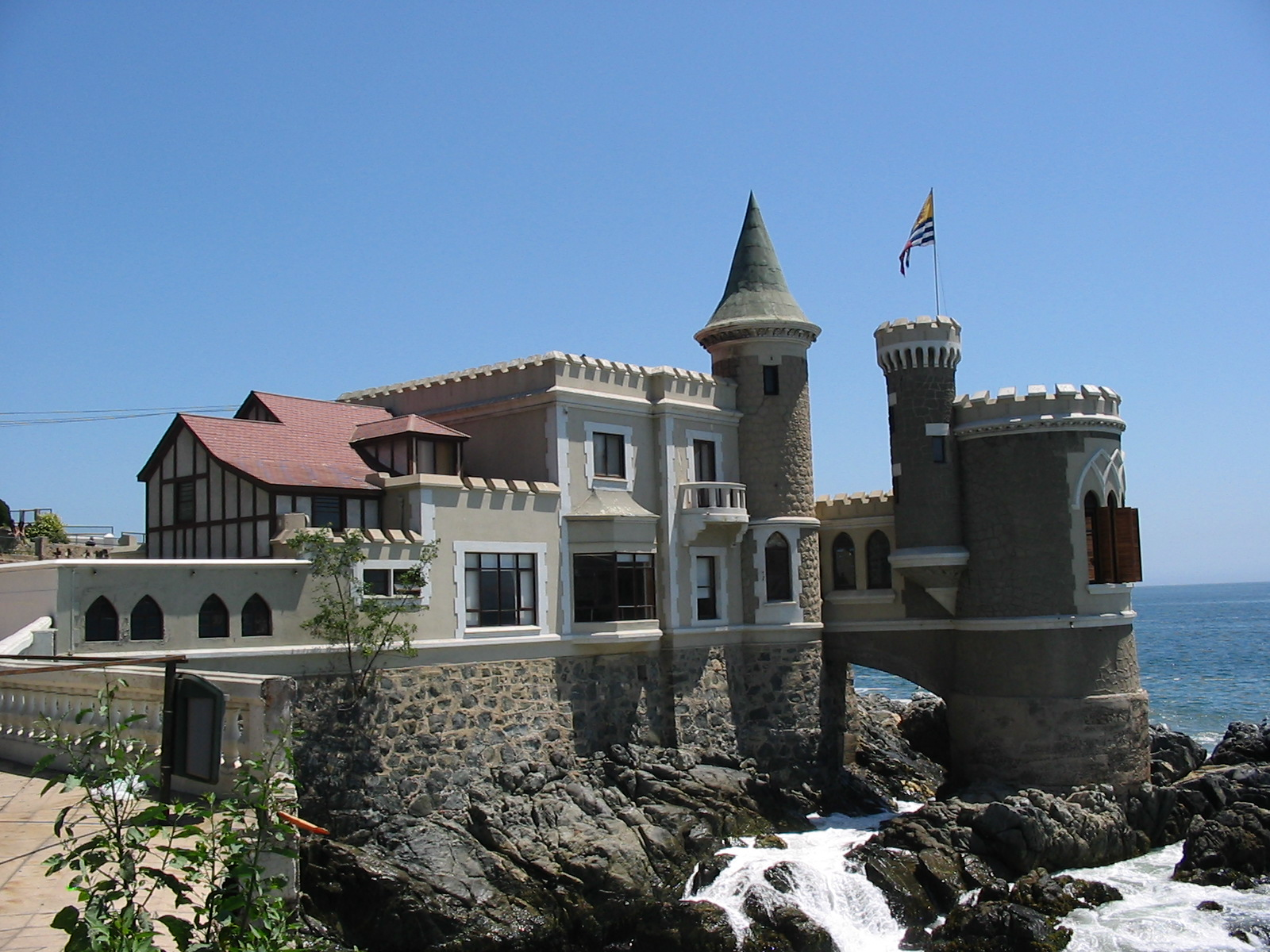
ビニャ・デル・マール

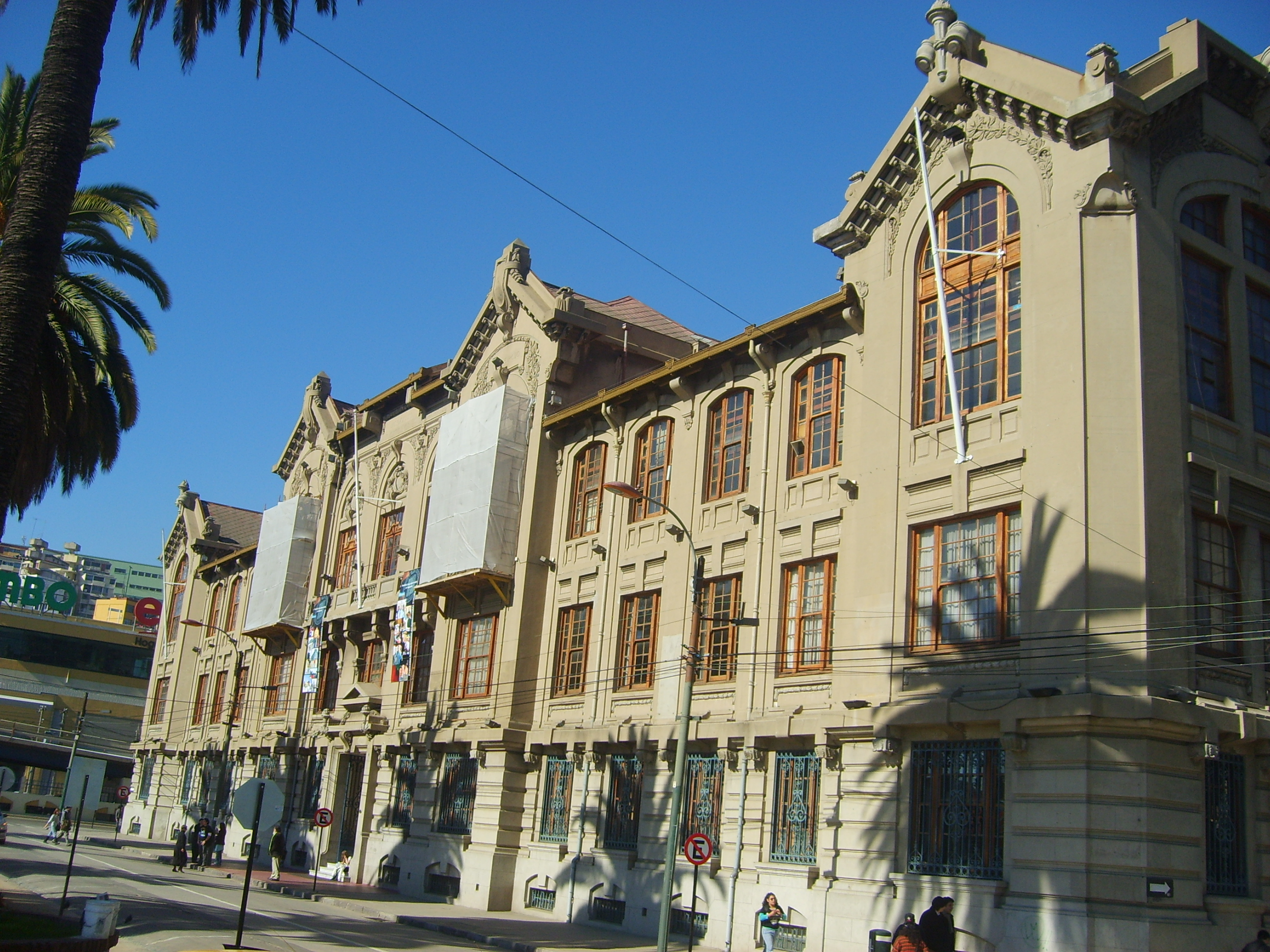
バルパライソ・カトリック教会大学

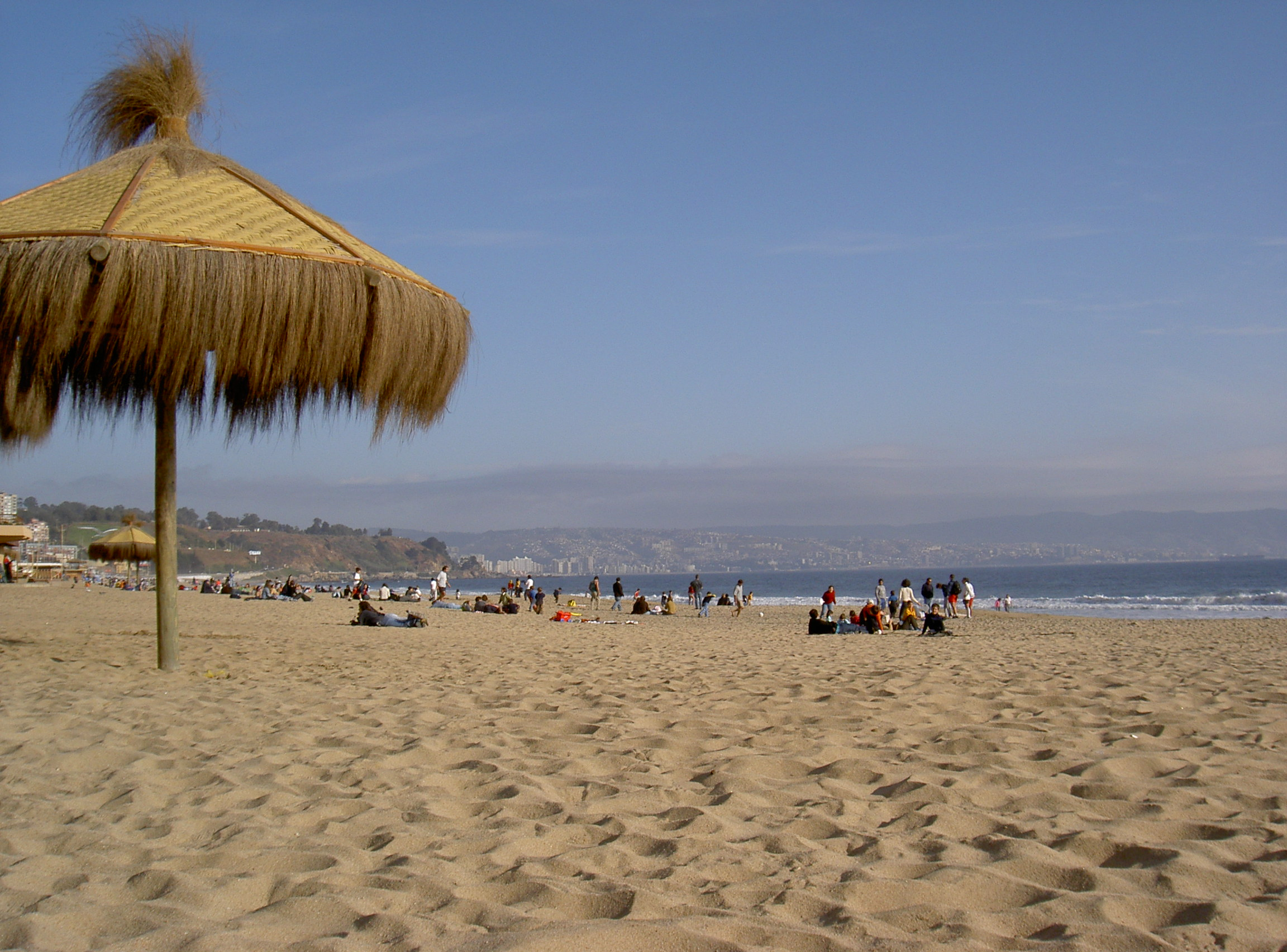
プラヤ・デ・レニャカ

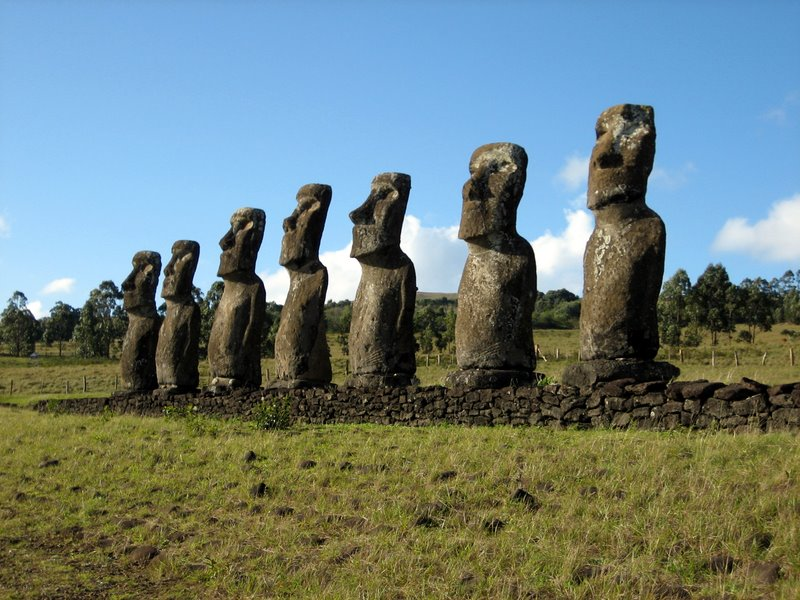
イースター島のモアイ

バルパライソ州（スペイン語:V Región de Valparaíso）は、チリの州。州都は港町のバルパライソ。人口は1,815,902人（2017年国勢調査）と国内で3番目に多く、面積は16,396.1km2（6,331平方マイル）と3番目に小さい。人口密度は、南東にある首都州に次ぎ2番目に高い。

## 歴史

### 2010年2月27日の津波
2010年2月27日、チリ沖で発生したマグニチュード8.8の地震による津波が、ファン・フェルナンデス諸島を襲い、少なくとも8名の死者が出た。これは、サンティアゴの中央政府へ最初に報告された津波だった。

### 2024年の山火事
2024年2月、州内で山火事が発生（2024年チリ山火事）。火災は住宅地に達し、多くの住民や焼け出された。被害は州内外で少なくとも137人が死亡したほか、16000人が住む場所を追われた。

## 隣接州
- コキンボ州
- サンフアン州
- メンドーサ州
- 首都州
- リベルタドール・ベルナルド・オイギンス州

## 行政区分
七つの県から構成される。
1. パスクア島（イースター島）
2. ロス・アンデス県
3. マルガ・マルガ県
4. ペトルカ県
5. サンアントニオ県
6. サン・フェリペ・デ・アコンカグア県
7. バルパライソ県

州都は港町のバルパライソを含むグラン・バルパライソ（ビーニャ・デル・マール、ビジャ・アレマーナ、キルプエ、コンコン）の他、サンアントニオやキヨタなどの主要都市がある。

## 住民

### 人口動態
州は、約171万人の住民を持ち、人口密度は94.1/km²に達している。住民のうち、91.6%が都市的地域に、8.4%が地方に住む。
最も人口の多い自治体であるバルパライソは308,000人の住民を、ビニャ・デル・マールは287,000人の住民を抱え、ビージャ・アレマナ、キルプエ、コンコンなどと、人口175万人のグラン・バルパライソを構成する。約201,000人の人口を抱えるキヨタと人口200,000人を超え、推計250,000人の住民を抱えるサンアントニオは2番目に大きな都市である。